# Arizona Gunfighter
Arizona Gunfighter – amerykański film z 1937 roku w reżyserii Sama Newfielda.